# Водяное (Черкасская область)
Во́дяное (укр. Во́дяне) — село в Шполянском районе Черкасской области Украины.
Население по переписи 2001 года составляло 996 человек. Почтовый индекс — 20641. Телефонный код — 4741.

## Известные уроженцы
- Бойко, Василий Романович — советский военный деятель, Генерал-лейтенант. Герой Советского Союза.
- Дическуло, Леонид Аполлонович — украинский революционер, народник.

## Местный совет
20641, Черкасская обл., Шполянский р-н, с. Водяное, ул. Новая Центральная, 69